# Catedrala Adormirea Maicii Domnului din Varna
Catedrala Adormirea Maicii Domnului (în bulgară Катедрален храм "Успение Пресвятия Богородици" sau Катедрален храм "Успение Богородично" translit. Katedralen Hram Uspenie Bogorodicino) este cea mai mare și mai cunoscută catedrală ortodoxă bulgară de pe litoralul bulgăresc al Mării Negre, situată în orașul-port Varna, și a doua cea mai mare din Bulgaria (după catedrala Alexandr Nevski din Sofia). A fost deschisă oficial pe 30 august 1886 și este reședința episcopiei de Varna și Preslav și unul dintre simbolurile orașului Varna.

## Istoria

### Pregătirile și planificarea
În timpul vizitei cneazului rus Dondukov-Korsakov la Varna, a observat nevoia de o catedrala care s-ar potrivi nevoilor populației ortodoxe a orașului. Mitropolitul Simeon a adunat comunitatea pentru a alege o comisie care vizează pregătirea construcția unei noi biserici, în special în selectarea locului, ridicarea de bani și asigurarea materialelor de construcții. Construcția a fost evaluată la 300-400. 000 de franci francezi, cele mai multe dintre ele urmează a fi colectate prin intermediul unor donații voluntare. 15.000 de franci, care au fost inițial colectate au fost repede pus, dar guvernul bulgar a acordat o sumă de 100.000 de leva și o loterie de 150.000 de leva.
În primul rând materialele din apropiere de Varna au fost folosite pentru construcția catedralei. Pietre din zidurile de fortificație distruse ale orașului au fost colectate, materialul pentru fațadă a fost adus din satele învecinate Liuben Karavelovo și Kumanovo, coloanele interioare au fost realizate din piatră locală. Pentru coloanele exterioare de sub ferestre a folosită piatră de la Ruse. Plăcile de cupru pentru acoperiș au fost aduse din Anglia.

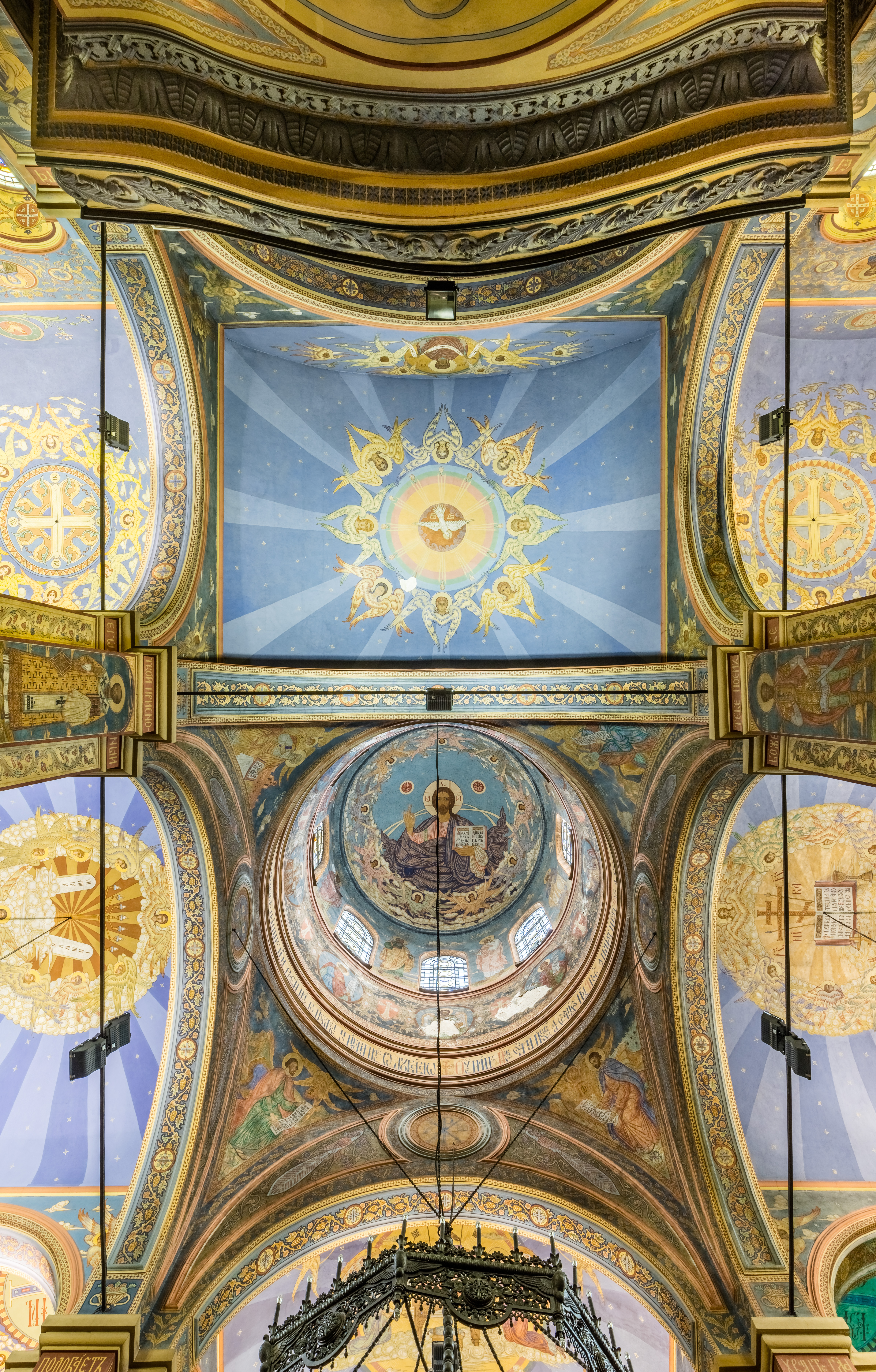
Interiorul

Piatra de temelie a fost pusă de către prințul bulgar, Alexandru de Battenberg pe 22 august 1880, după o ceremonie solemnă și o rugăciune în fața unei mulțimi de bulgari și armeni. Prințul a dat amnistie pentru deținuții care au avut trei luni sau mai puțin, să-le petreacă în închisoare.
Numele care a fost ales, Adormirea Maicii Domnului, a fost în memoria împărătesei consoarte ruse, Maria Alexandrovna, o binefăcătoare a Bulgariei și mătușa prințului bulgar, care murise recent.
Inițial, locului selectat inițial nu a fost plăcut de prinț, care a preferat o locație de pe un deal, la marginea orașului, în cazul în care o grădină, ar putea fi, de asemenea, aranjată și astfel încât catedrala ar putea fi văzută din tot orașul.

### Construcția

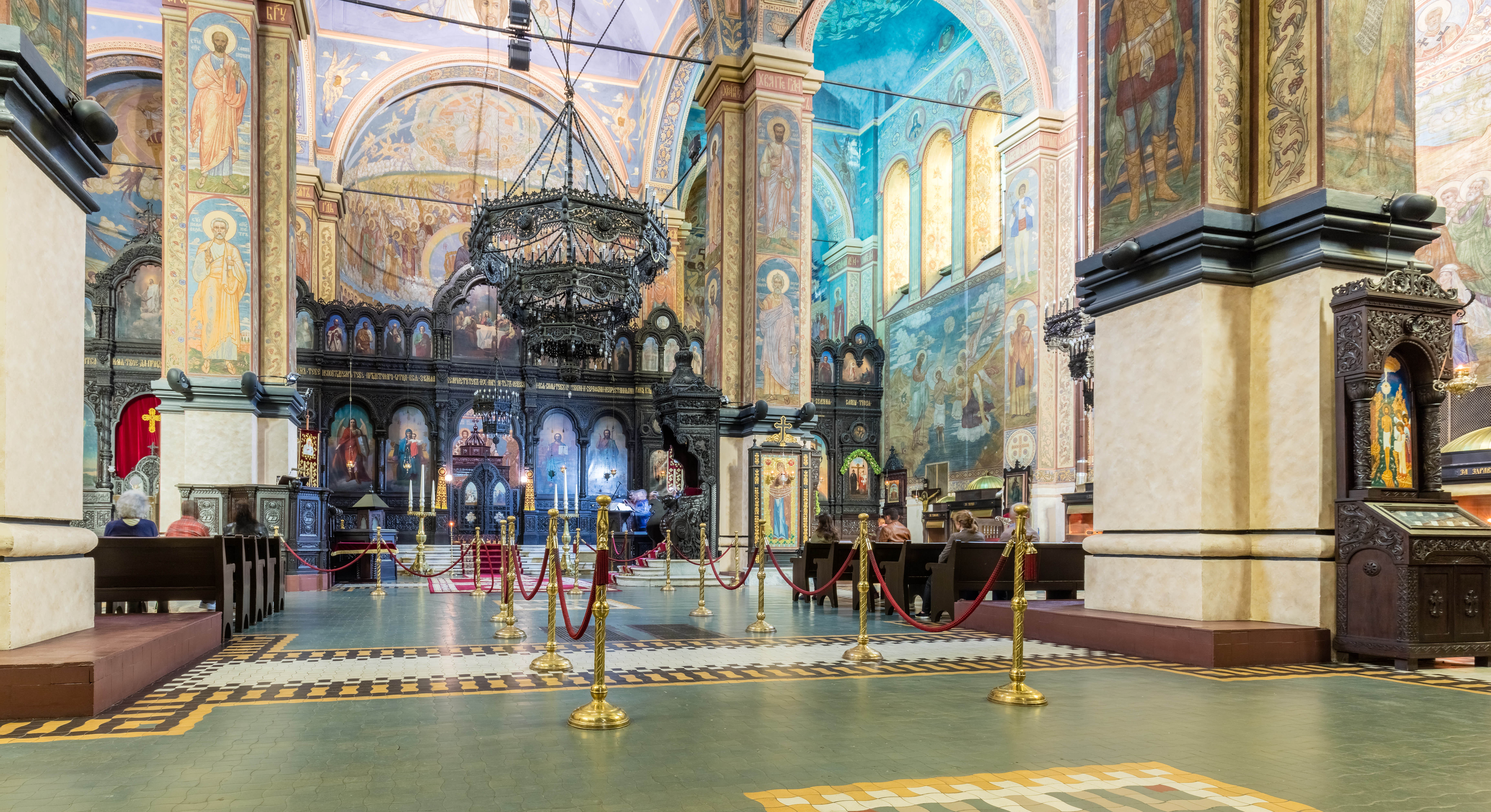
Vedere din interior.

Proiectul pentru catedrala, construită după modelul capelei din Palatul Peterhof, a fost de un arhitect din Odesa, cu numele de Maas. Construcția a început imediat după ce a fost pusă piatra de temelie și a durat șase ani. Inițial, administrația locală a încheiat un contract de 6.000 leva cu arhitectul, dar în curând el a cerut mai multe materiale, astfel încât comisia a decis să cumpere planurile sale, dar nu-l angajeze cu construcția. Astfel, au pus bazele după planul de Maas, întrucât clădirea în sine a urmat planul arhitectului P. Kupka.
Conform proiectului, catedrala este o bazilică bombată cu trei nave și dimensiuni de 35/35 m, cu altarul principal fiind dedicat Adormirii Maicii Domnului, la nord, una a Sfântului Alexandru Nevski și cea de la sud Sfântului Nicolae, făcătorul de minuni.
Problema de a selecta un maestru constructor a fost discutată în vara anului 1880, dar negocierile cu Koliu Ficeto de la Tărnovo s-au dovedit fără succes. Maestrul local Vasil Ivanov a ghidat tempor. Pe 15 martie 1884, comisia a încredințat sarcina lui Gencho Kanchev din Treavna. Catedrala a fost ridicată în anul următor, acoperișul a fost terminat în luna septembrie și prima slujbă a fost pe 30 august 1886.

### Amenajarea
Amenajarea interiorului, cu toate acestea, de asemenea, a continuat în următorii ani. Jilțul episcopului, lucrarea lui Niko Mavrudi, a fost plasat în 1897, iar iconostasul a fost fabricat mai târziu de maestrul Ivan Filipov din Debar. S-a decis ca o nouă și separată clopotniță să nu se ridice , iar în schimb, un turn ar fi ridicat și o parte din clădirea originală să fie adaptată pentru acest scop. Clopotul ar fi trebuit să cântărească 1,6 tone și ar fi purtat inscripția "În onoarea Eliberatorului". 42 mici si 3 mari icoane au fost aduse din Rusia ca donație de către țarul Nicolae al II-lea. Podeaua bisericii era acoperită cu plăci ceramice de diferite culori în 1911. 
Clopotnița înaltă de 38 de metri a fost ridicată între 1941 și 1943 de către arhitectul Stefan Venedict Popow, cupolele au luat aspectul actual în această perioadă. Acesta a fost inițial foarte greu de a găsi un sponsor pentru a sponsoriza reparațiile, precum și asigurarea și transportul de materiale. Decorarea Catedralei Adormirii Maicii Domnului a început după anul 1949, sub conducerea profesorului N. Rostovtsev, care a donat pentru pronaos picturi murale. Candelabrele , care au fost instalate, sunt munca sculptorului P. Kushlev.
Ferestrele mari pictate au fost instalate în anii 1960. Sfinții Chiril și Metodiu sunt reprezentați în cele sudice (se văd dinspre piață), în timp ce ferestrele nordice  portretizează Sfântul Anghelariu și Sfântul Clement de Ohrid.
Cuprul cupolelor au fost afectate de oxidare, au fost reconstruite și aurite în primăvara anului 2000. Fațada a fost renovată în același an.

## Galerie

Catedrala de-a lungul anilor
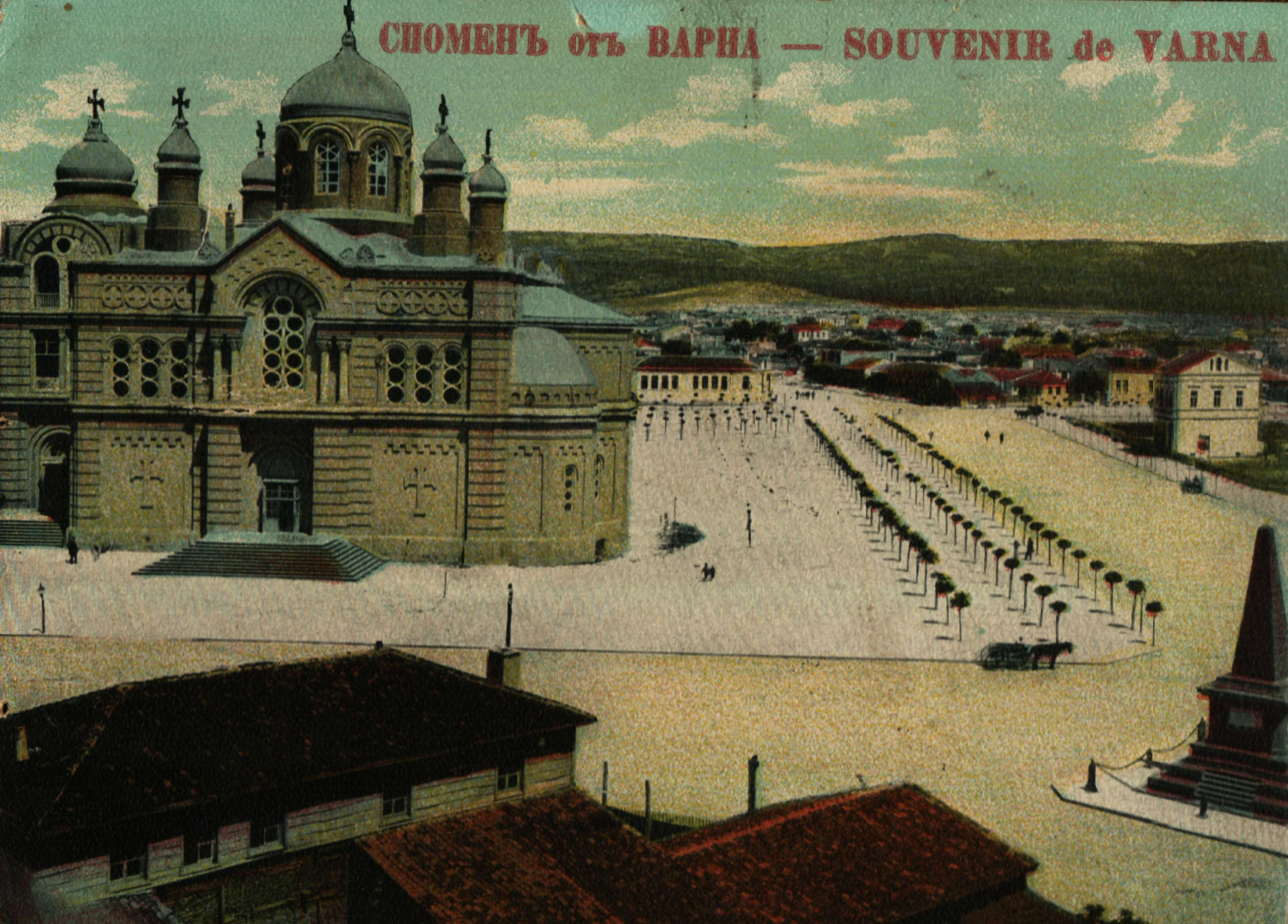
1906
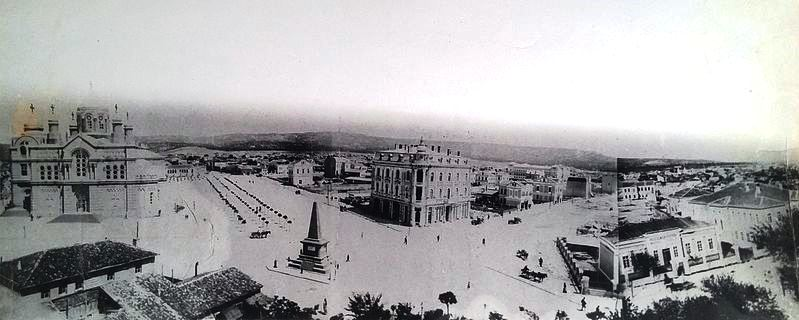
1910
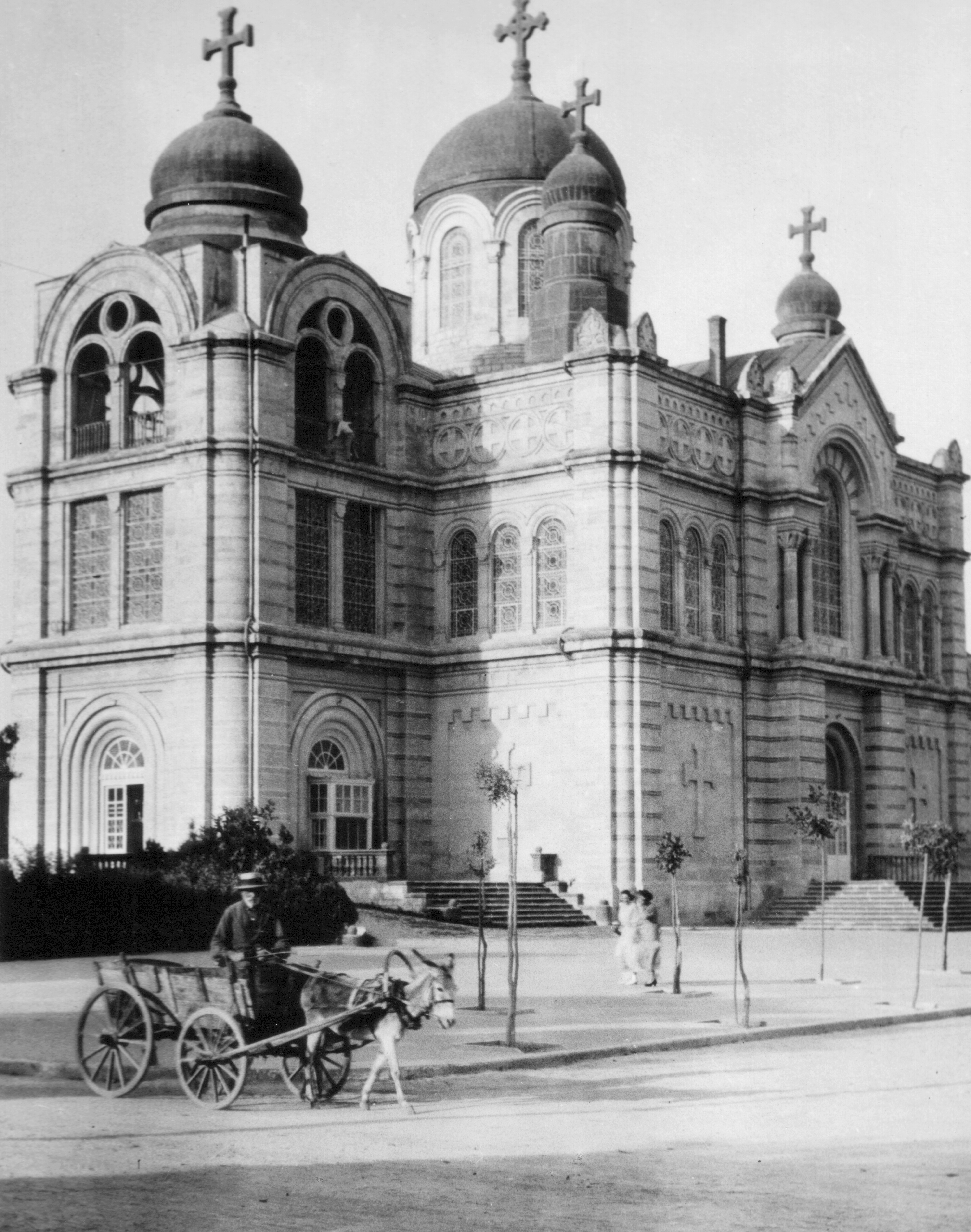
1935
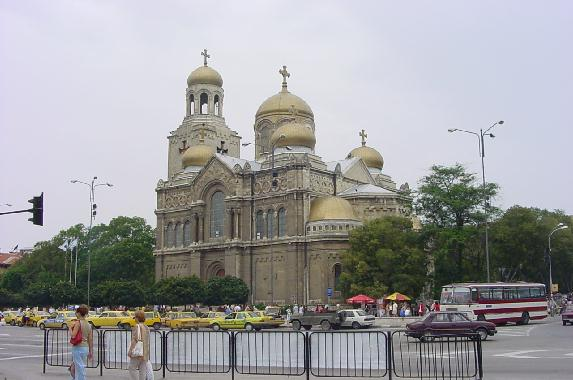
2002
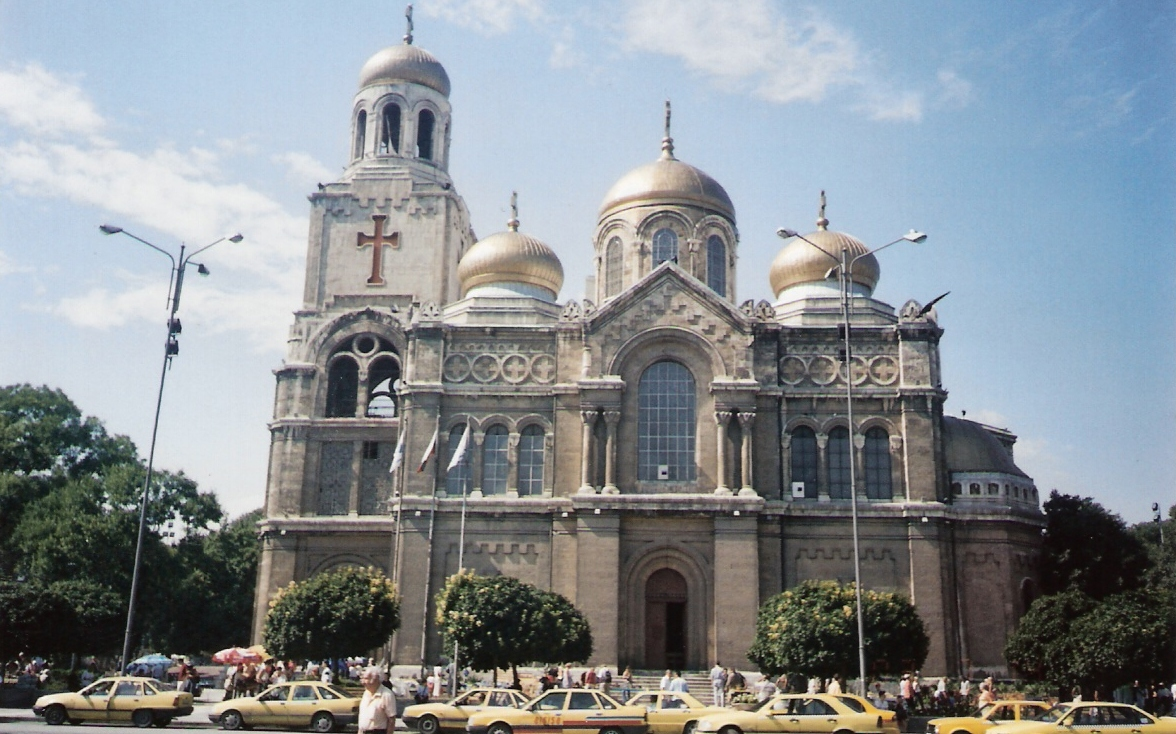
2003
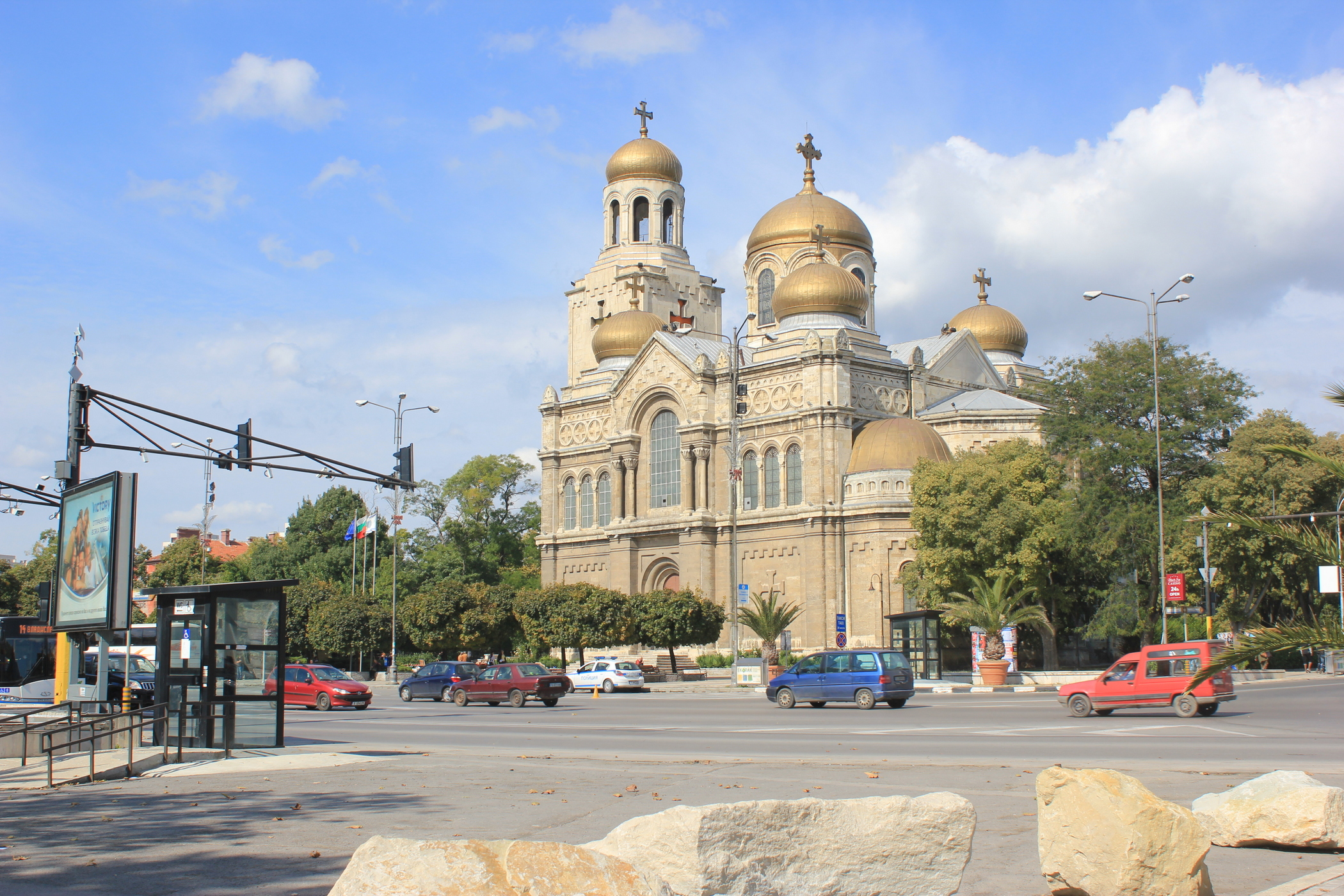
2014